# John Lee Hancock
John Lee Hancock (Longview, 15 dicembre 1956) è un regista e sceneggiatore statunitense.

## Filmografia

### Regista
- Un sogno, una vittoria (The Rookie) (2002)
- Alamo - Gli ultimi eroi (The Alamo) (2004)
- The Blind Side (2009)
- Saving Mr. Banks (2013)
- The Founder (2016)
- Highwaymen - L'ultima imboscata (The Highwaymen) (2019)
- Fino all'ultimo indizio (The Little Things) (2021)
- Mr. Harrigan's Phone (2022)

### Sceneggiatore
- Un mondo perfetto (A Perfect World), regia di Clint Eastwood (1993)
- Mezzanotte nel giardino del bene e del male (Midnight in the Garden of Good and Evil), regia di Clint Eastwood (1997)
- Alamo - Gli ultimi eroi (The Alamo), regia di John Lee Hancock (2004)
- The Blind Side, regia di John Lee Hancock (2009)
- Biancaneve e il cacciatore (Snow White and the Huntsman), regia di Rupert Sanders (2012)
- The Founder, regia di John Lee Hancock (2016)
- Fino all'ultimo indizio (The Little Things), regia di John Lee Hancock (2021)
- Mr. Harrigan's Phone, regia di John Lee Hancock (2022)